# Jan Letzel

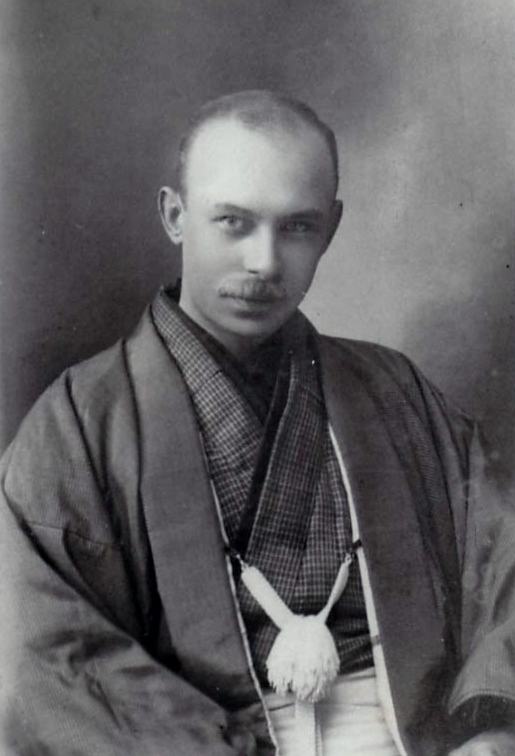
Jan Letzel im Kimono

Jan Letzel (* 9. April 1880 in Náchod, Böhmen; † 26. Dezember 1925 in Prag, Tschechoslowakei) war ein tschechischer Architekt.

## Leben

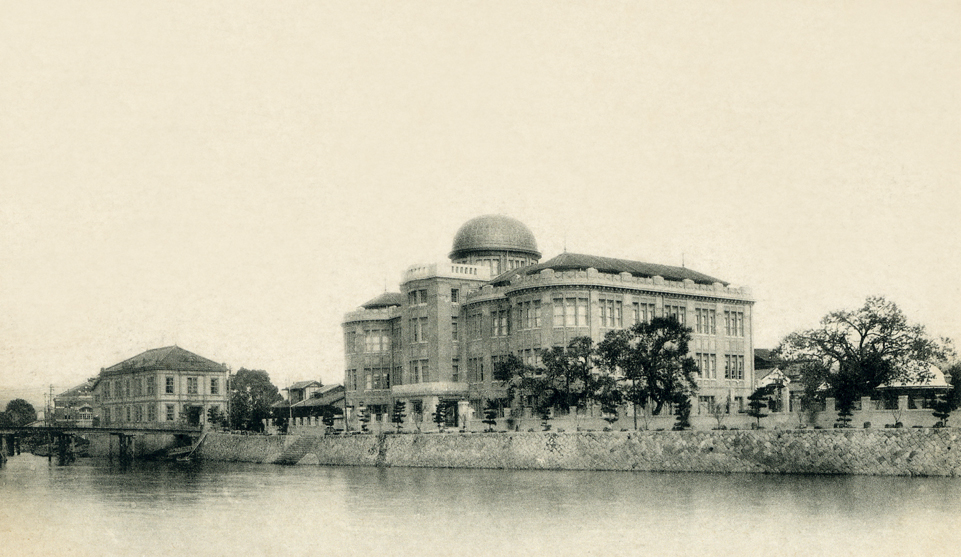
Ausstellungshalle für Industriegüter in Hiroshima

Seine Eltern waren der gleichnamige Nachoder Hotelier Jan Letzel und dessen Frau Walburga, geb. Havlíčková. Nach Abschluss der Ausbildung in der Bauabteilung der Höheren Gewerbeschule trat er 1899 die Stelle eines Assistenten an der Abteilung Bauwesen der Staatlichen Gewerbeschule in Pardubitz an. 1901 erhielt er ein Stipendium für ein Architekturstudium an der Prager Kunstgewerbeschule, wo er u. a. drei Jahre lang Schüler von Jan Kotěra war, dem Begründer der modernen tschechischen Architektur. 1902 und 1903 unternahm er Studienreisen durch Böhmen, Dalmatien, Montenegro und die Herzegowina.
Von Juni 1904 bis August 1905 war Jan Letzel im Architekturbüro von Quido Bělský in Prag angestellt. Gleichzeitig führte er einen selbständigen Auftrag in Mšené-lázně (Mscheno) aus, wo nach seinem Entwurf ein Kurgebäude und ein Pavillon im Jugendstil errichtet wurden.
Im Oktober 1905 erhielt er auf Vermittlung seines Lehrers Jan Kotěra eine Stelle in der Architekturkanzlei des ägyptischen Statthalters in Kairo, wo der Hofarchitekt Fabrizius Pasha sein Chef wurde. Im Frühjahr 1907 kehrte er nach Prag zurück, nachdem er auf der Rückreise Rom, Mailand, Venedig und andere italienische Städte besichtigt hatte.
Letzels nächstes Reiseziel war Japan. Nach einem kurzen Aufenthalt in Prag und Nachod erreichte er im Juni 1907 Tokio, wo er zunächst bei einer französischen Architekturfirma arbeitete.
Zusammen mit seinem Freund Karel Hora machte sich Letzel 1910 in Tokio mit einem Architekturbüro selbständig. In den nächsten Jahren entwarf er über 40 Gebäude, darunter die französische Schule Sacre Coeur, das Jesuitenkolleg, die deutsche Botschaft, mehrere Hotels und Verwaltungsgebäude.
Sein bekanntester Entwurf wurde die Ausstellungshalle für Industriegüter in Hiroshima, welche 1915 fertiggestellt und am 6. August 1945 durch den amerikanischen Atombombenangriff auf Hiroshima fast vollständig zerstört wurde. Die als Stahlgerippe erhaltene Kuppel soll als Mahnmal, das als Atombombenkuppel bezeichnet wird, an die Schrecken des Atomkriegs erinnern.
Als sein Partner Karel Hora 1913 nach Böhmen zurückkehrte, führte Letzel die Architekturfirma allein weiter, musste sie jedoch kriegsbedingt 1915 aufgeben. Nachdem 1918 die Tschechoslowakei als selbständiger Staat gegründet worden war, erhielt Letzel 1919 die Stelle eines Handelsattachés an der tschechoslowakischen Botschaft in Tokio. Im März 1920 kehrte er in seine Heimat zurück und gab einige Monate später den Posten als Handelsattaché auf. 
Im November 1922 reiste Letzel nochmals nach Japan und musste erleben, wie bei dem verheerenden Erdbeben vom 1. September 1923 zahlreiche seiner Gebäude zerstört wurden. Tief enttäuscht kehrte er Ende November des Jahres nach Prag zurück, wo er zwei Jahre später im Alter von nur 45 Jahren verstarb.
Nach ihm wurde der Asteroid (6266) Letzel benannt.

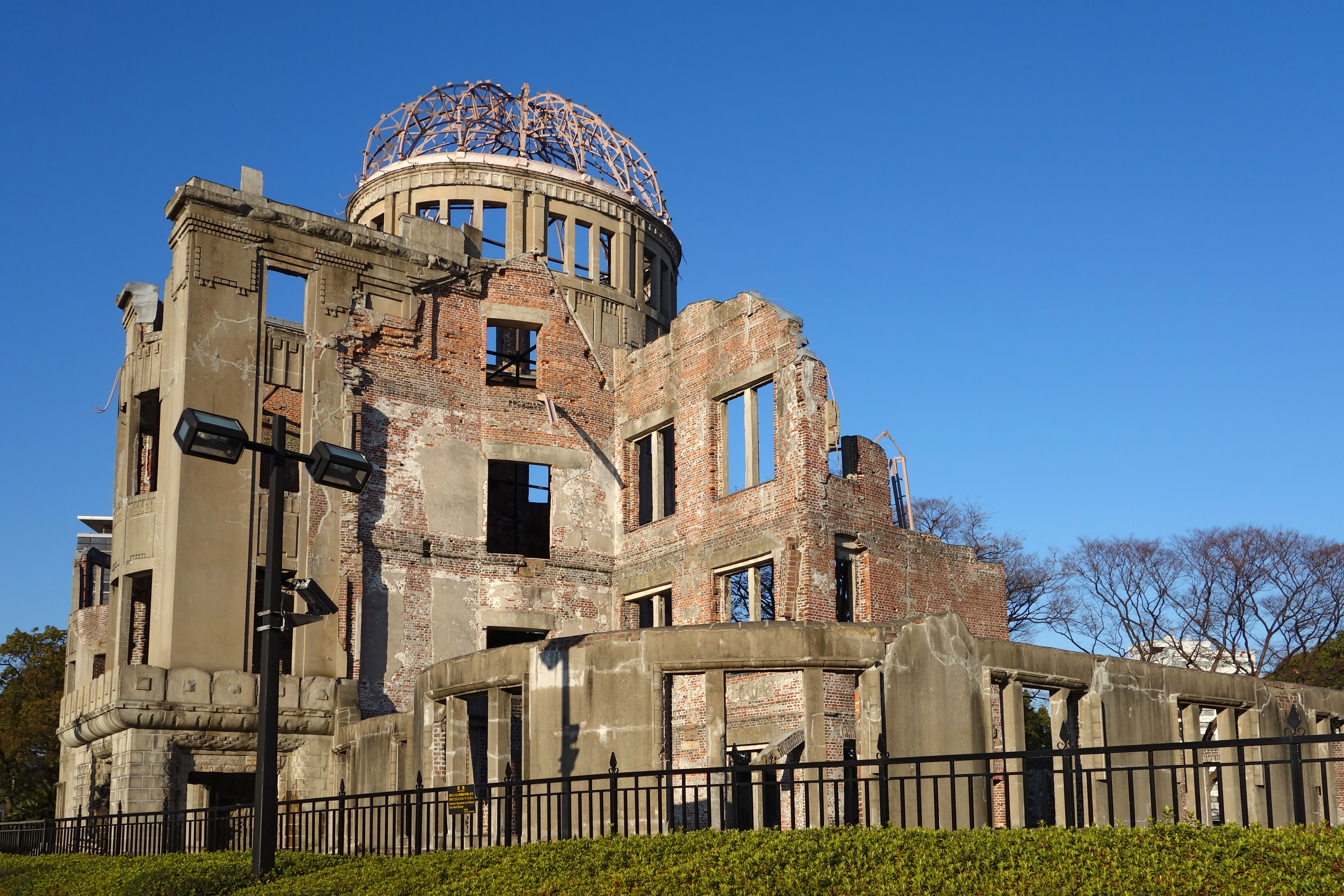
Friedensdenkmal in Hiroshima
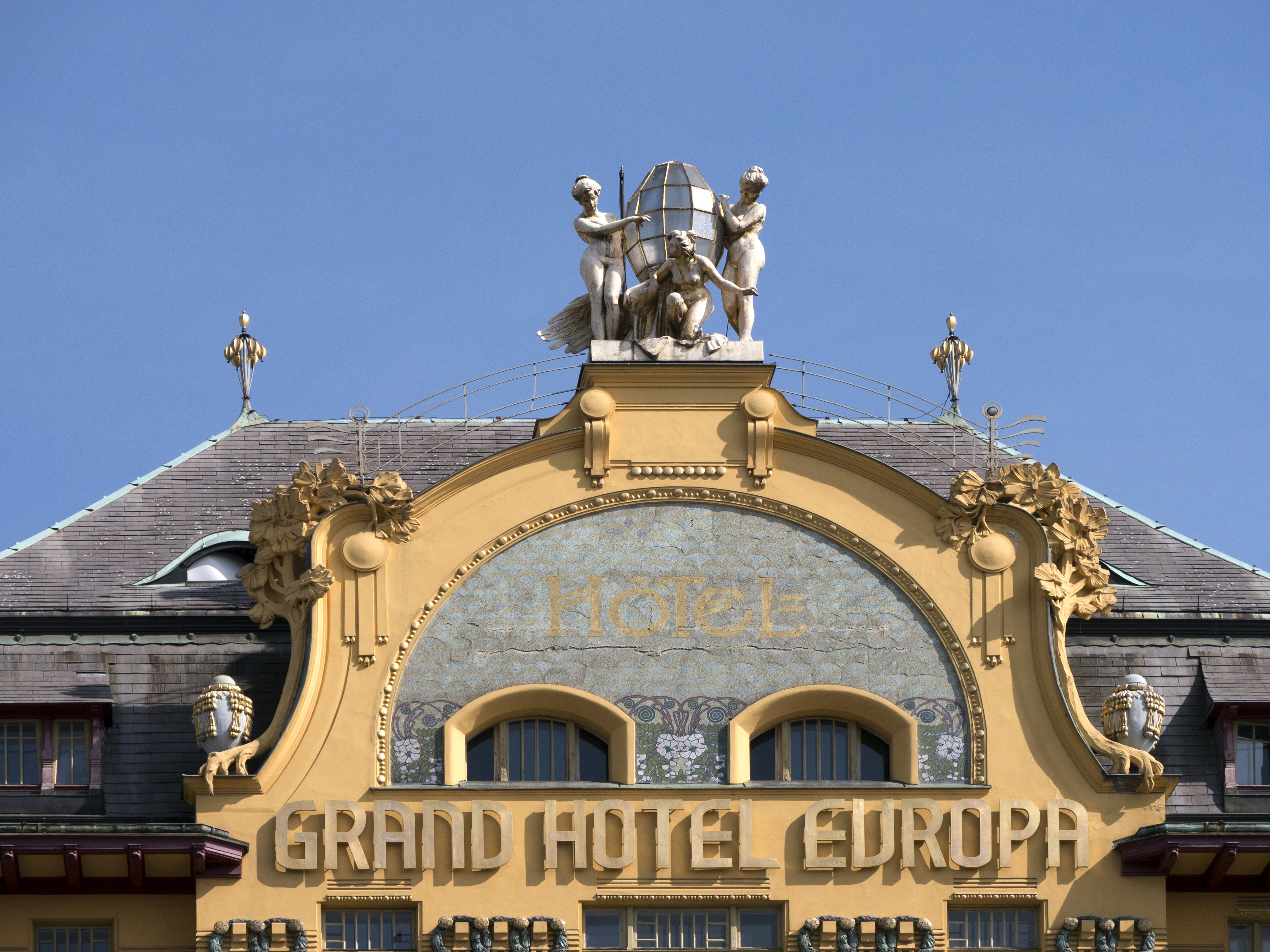
Hotel Evropa, Prag (mit Alois Dryák und anderen)
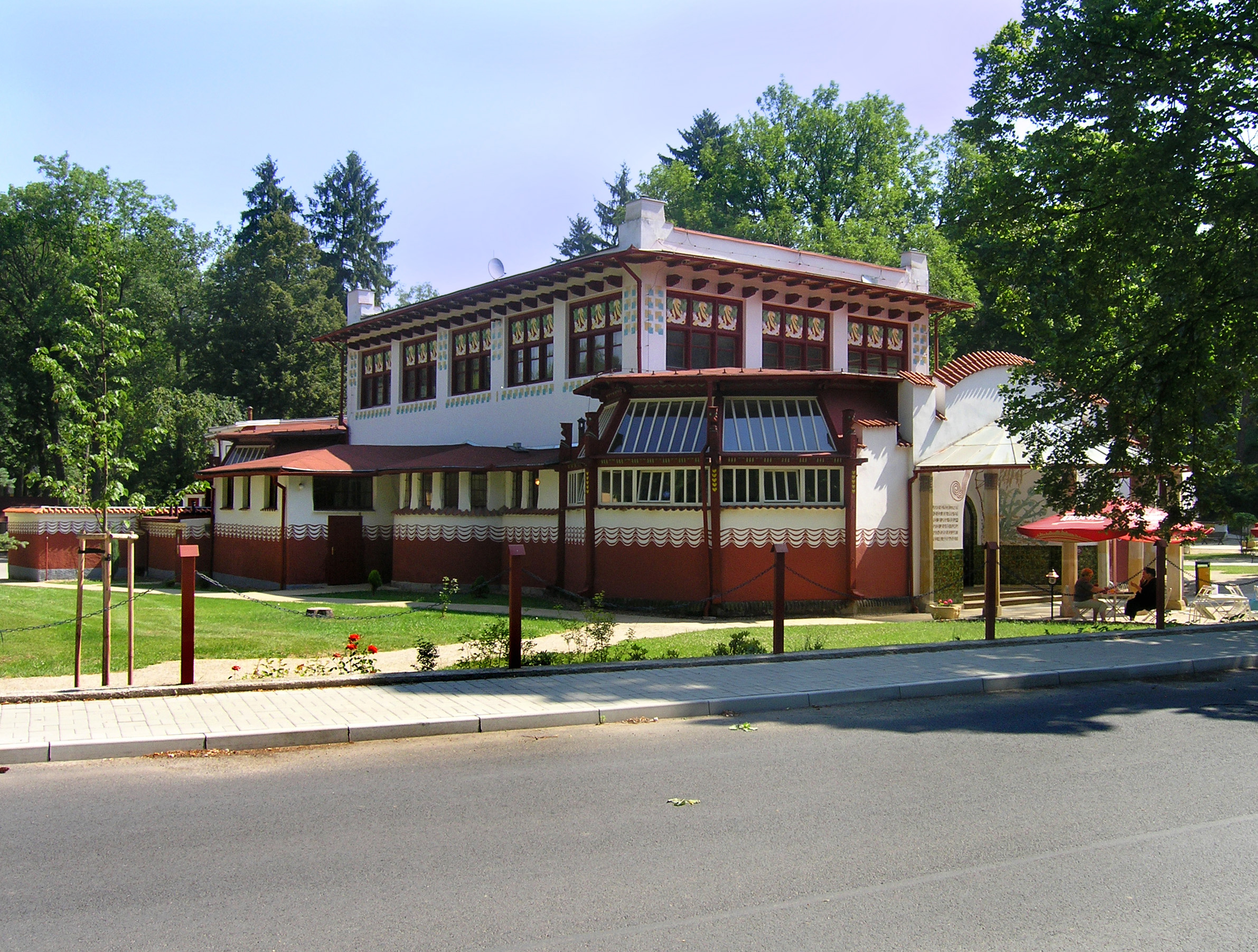
Pavilon Dvorana, Mšené-lázně